# 英國王室公爵爵位
王室公爵（英語：royal duke）指的是由擁有王子殿下頭銜的英國王室成員所擁有的公爵爵位。王室公爵並非英國貴族制度的一個特定階級，而是僅用以指出相關公爵爵位由王室成員擁有。
當君主的婚生兒子和孫子成年或結婚時，他們可能會被授予公爵爵位；這些爵位可以由子嗣繼承，但一旦襲爵者不是君主的婚生兒子或孫子，便不會被稱為王室公爵。如果王室公爵爵位絕嗣，君主可以如同其他公爵爵位一樣，重新創建該爵位並授予他人。

## 簡介
王室公爵僅用以代表由王室成員擁有的公爵爵位，實際上並無官方定義。根據宮務大臣於1520年發佈的命令中規定，「具王室血統的貴族」在宮廷的排名順序中擁有特殊地位，但並未授予他們如現在一般比坎特伯雷大主教及內閣重臣等人更前的順序。他們按規定會比同階級的非王室血統貴族順序靠前，比如王室公爵會排在非王室公爵之前，王室伯爵則會排在非王室伯爵之前。雖然該命令仍然生效，但由於英王喬治五世在位期間發佈君主制誥將殿下頭銜限制於君主的婚生兒子和孫子，「具王室血統的貴族」一詞實際上已步入廢止狀態，相關規定也不再執行，即非君主的婚生兒子和孫子但具王室血統的貴族在執行上已不再具有特殊地位。
假設阿爾斯特伯爵亞歷山大·溫莎和聖安德魯斯伯爵喬治·溫莎分別繼承其父的爵位為第三代肯特公爵和第三代格洛斯特公爵，兩個爵位將不再被稱為王室公爵，而是被視為一般公爵，並轉為使用「His Grace」頭銜。類似案例包括了康諾特和斯特拉森公爵阿瑟·阿爾伯特之孫麥克德夫伯爵阿萊斯泰爾·溫莎：他是維多利亞女王的曾孫，故不符合君主制誥所規定使用王子殿下頭銜的資格。

## 現存王室公爵爵位
現存用作主要頭銜的王室公爵爵位如下（按排名順序排列）：
| 公爵爵位 | 公爵爵位     | 擁有者                            | 創建年份 | 附屬爵位                      | 備注                   | 參考來源 |
| -------- | ------------ | --------------------------------- | -------- | ----------------------------- | ---------------------- | -------- |
|          | 薩塞克斯公爵 | 英王查爾斯三世次子 亨利王子       | 2018     | 敦巴頓伯爵 奇基爾男爵         | 於其婚禮當天受封       | [ 5 ]    |
|          | 約克公爵     | 英女王伊莉莎白二世次子 安德魯王子 | 1986     | 印威內斯伯爵 凱利萊男爵       | 於其婚禮當天受封       | [ 6 ]    |
|          | 愛丁堡公爵   | 英女王伊莉莎白二世幼子 愛德華王子 | 2023     | 威塞克斯伯爵 塞文子爵         | 於其59歲生日時受封     | [ 7 ]    |
|          | 格洛斯特公爵 | 英王喬治五世之孫 理查王子         | 1928     | 阿爾斯特伯爵 庫洛登男爵       | 繼承父親亨利王子的爵位 | [ 8 ]    |
|          | 肯特公爵     | 英王喬治五世之孫 愛德華王子       | 1934     | 聖安德魯斯伯爵 唐帕特里克男爵 | 繼承父親喬治王子的爵位 | [ 9 ]    |

以下公爵爵位由威爾斯親王威廉擁有，故未被列入：
- 康瓦爾公爵：由君主的長子自動擁有的英格蘭貴族爵位，持有者也同時享有康瓦爾公國的收入。
- 羅撒西公爵：由君主的法定繼承人自動擁有的蘇格蘭貴族爵位，持有者在蘇格蘭的正式頭銜為「羅撒西公爵殿下」而非「威爾斯親王殿下」。
- 劍橋公爵：由英女王伊莉莎白二世於威廉王子婚禮當天（2011年4月29日）授予[10]。

另外，根據英國法律，英國君主同時也擁有蘭卡斯特公國的領地和收入。君主會在蘭卡斯特的御准特權郡內使用「國王／女王陛下，蘭卡斯特公爵殿下」的頭銜；但實際上由於君主作為榮譽之源，其本人並不能擁有任何貴族頭銜，故蘭卡斯特公爵頭銜在法律上並不存在。海峽群島曾是諾曼第公國的一部分，故英國君主在島上也會使用諾曼第公爵頭銜，但同樣沒有正式法律依據。

## 廢止王室公爵爵位
歷史上冊封予王室成員的公爵爵位可能因絕嗣、爵位被剝奪、擁有者繼承王位等原因而不復存在。這些爵位可能其後由君主再次封賞予他人，在列表中以淺藍色標示，其中包括現存但並非王室公爵爵位的貝德福公爵、諾福克公爵及索美塞特公爵。
根據《1917年頭銜剝奪法令》，奧爾巴尼公爵及坎伯蘭和特維奧特戴爾公爵兩個同時具英國和德國王室血統的公爵因在第一次世界大戰中支持德國而被剝奪爵位，在列表中以黃色標示。法令給予其後裔向英國君主申請恢復爵位的權利，但至今從未有人申請復爵。
| 公爵爵位                 | 最後一名擁有者                  | 廢止年份 | 廢止原因               | 備注                             | 參考來源     |
| ------------------------ | ------------------------------- | -------- | ---------------------- | -------------------------------- | ------------ |
| 阿博馬爾公爵             | 喬治·蒙克                       | 1399     | 因政治因素而被奪爵囚禁 |                                  | [ 1 ] [ 14 ] |
| 赫瑞福公爵               | 亨利·博林布魯克                 | 1399     | 併入王位               | 第一代公爵繼承王位為英王亨利四世 | [ 1 ] [ 14 ] |
| 克拉倫斯公爵             | 喬治·金雀花                     | 1478     | 因叛國而被奪爵處決     |                                  | [ 1 ] [ 14 ] |
| 諾福克公爵               | 舒茲伯利的理查                  | 1483     | 無合法男性子嗣繼承     | 諾福克公爵為現存非王室公爵爵位   | [ 1 ] [ 14 ] |
| 貝德福公爵               | 賈斯珀·都鐸                     | 1495     | 無合法男性子嗣繼承     | 貝德福公爵為現存非王室公爵爵位   | [ 1 ] [ 14 ] |
| 索美塞特公爵             | 埃德蒙·都鐸                     | 1500     | 無合法男性子嗣繼承     | 索美塞特公爵為現存非王室公爵爵位 | [ 1 ] [ 14 ] |
| 羅斯公爵                 | 亞歷山大·斯圖亞特               | 1515     | 無合法男性子嗣繼承     |                                  | [ 1 ] [ 14 ] |
| 金泰爾和洛恩公爵         | 羅伯特·布魯斯·斯圖亞特          | 1602     | 無合法男性子嗣繼承     |                                  | [ 1 ] [ 14 ] |
| 肯德爾公爵               | 查爾斯·斯圖亞特                 | 1667     | 無合法男性子嗣繼承     |                                  | [ 1 ] [ 14 ] |
| 坎伯蘭公爵               | 威廉王子                        | 1765     | 無合法男性子嗣繼承     |                                  | [ 1 ] [ 14 ] |
| 坎伯蘭和斯特拉森公爵     | 亨利王子                        | 1790     | 無合法男性子嗣繼承     |                                  | [ 1 ] [ 14 ] |
| 肯特和斯特拉森公爵       | 愛德華王子                      | 1820     | 無合法男性子嗣繼承     |                                  | [ 1 ] [ 14 ] |
| 約克和奧爾巴尼公爵       | 弗雷德里克王子                  | 1827     | 無合法男性子嗣繼承     |                                  | [ 1 ] [ 14 ] |
| 克拉倫斯和聖安德魯斯公爵 | 威廉四世（即位前）              | 1830     | 併入王位               | 第一代公爵繼承王位為英王威廉四世 | [ 1 ] [ 14 ] |
| 格洛斯特和愛丁堡公爵     | 威廉·弗雷德里克王子             | 1834     | 無合法男性子嗣繼承     |                                  | [ 1 ] [ 14 ] |
| 克拉倫斯和阿文代爾公爵   | 阿爾伯特·維克托王子             | 1892     | 無合法男性子嗣繼承     |                                  | [ 1 ] [ 14 ] |
| 奧爾巴尼公爵             | 萨克森-科堡-哥达公爵卡爾·愛德華 | 1919     | 1917年頭銜剝奪法令     |                                  | [ 1 ] [ 14 ] |
| 坎伯蘭和特維奧特戴爾公爵 | 漢諾威王儲恩斯特·奧古斯特       | 1919     | 1917年頭銜剝奪法令     |                                  | [ 1 ] [ 14 ] |
| 溫莎公爵                 | 愛德華八世（退位后）            | 1972     | 無合法男性子嗣繼承     | 英王愛德華八世退位後受封的爵位   | [ 1 ] [ 14 ] |
| 康諾特和史特拉森公爵     | 阿萊斯泰爾·溫莎                 | 1943     | 無合法男性子嗣繼承     |                                  | [ 1 ] [ 14 ] |

## 1726年至今創立的王室公爵爵位
自英國由漢諾威王朝統治至今，歷任君主共授予24個王室公爵爵位；其中僅有6個爵位現在仍然存在，在列表中以綠色標示。
| 公爵爵位                 | 公爵爵位                 | 受封者                                     | 創建年份           | 狀態               | 備注                                                      | 參考來源           |
| 由英王喬治一世冊封       | 由英王喬治一世冊封       | 由英王喬治一世冊封                         | 由英王喬治一世冊封 | 由英王喬治一世冊封 | 由英王喬治一世冊封                                        | 由英王喬治一世冊封 |
| ------------------------ | ------------------------ | ------------------------------------------ | ------------------ | ------------------ | --------------------------------------------------------- | ------------------ |
|                          | 愛丁堡公爵               | 英王喬治一世之孫 腓特烈王子                | 1726               | 於1760年併入王位   | 其後於1729年受封威爾斯親王， 不再以此為主要頭銜           | [ 15 ]             |
|                          | 坎伯蘭公爵               | 英王喬治一世之孫 威廉王子                  | 1726               | 於1765年絕嗣       |                                                           | [ 16 ]             |
| 由英王喬治二世冊封       |                          |                                            |                    |                    |                                                           |                    |
|                          | 約克和奧爾巴尼公爵       | 英王喬治二世之孫 愛德華王子                | 1760               | 於1767年絕嗣       |                                                           | [ 17 ]             |
| 由英王喬治三世冊封       |                          |                                            |                    |                    |                                                           |                    |
|                          | 格洛斯特和愛丁堡公爵     | 英王喬治三世胞弟 威廉·亨利王子             | 1764               | 於1834年絕嗣       |                                                           | [ 18 ]             |
|                          | 坎伯蘭和斯特拉森公爵     | 英王喬治三世胞弟 亨利王子                  | 1766               | 於1790年絕嗣       |                                                           | [ 19 ]             |
|                          | 約克和奧爾巴尼公爵       | 英王喬治三世次子 弗雷德里克王子            | 1784               | 於1827年絕嗣       |                                                           | [ 20 ]             |
|                          | 克拉倫斯和聖安德魯斯公爵 | 英王喬治三世三子 威廉四世（即位前）        | 1789               | 於1830年併入王位   |                                                           | [ 21 ]             |
|                          | 肯特和斯特拉森公爵       | 英王喬治三世四子 愛德華王子                | 1799               | 於1820年絕嗣       |                                                           | [ 22 ]             |
|                          | 坎伯蘭和特維奧特戴爾公爵 | 英王喬治三世五子 汉诺威国王恩斯特·奥古斯特 | 1799               | 於1919年被剝奪     |                                                           | [ 22 ]             |
|                          | 薩塞克斯公爵             | 英王喬治三世六子 奧古斯都·腓特烈王子       | 1801               | 於1843年絕嗣       |                                                           | [ 23 ]             |
|                          | 劍橋公爵                 | 英王喬治三世七子 阿道弗斯王子              | 1801               | 於1904年絕嗣       |                                                           | [ 23 ]             |
| 由英女王維多利亞冊封     |                          |                                            |                    |                    |                                                           |                    |
|                          | 愛丁堡公爵               | 英女王維多利亞次子 阿爾弗雷德王子          | 1866               | 於1900年絕嗣       | 其後於1893年繼承薩克森-科堡-哥達公爵， 不再以此為主要頭銜 | [ 24 ]             |
|                          | 康諾特和史特拉森公爵     | 英女王維多利亞三子 亞瑟王子                | 1874               | 於1943年絕嗣       |                                                           | [ 25 ]             |
|                          | 奧爾巴尼公爵             | 英女王維多利亞四子 利奧波德王子            | 1881               | 於1919年被剝奪     |                                                           | [ 26 ]             |
|                          | 克拉倫斯和阿文代爾公爵   | 英女王維多利亞之孫 阿爾伯特·維克托王子     | 1890               | 於1892年絕嗣       |                                                           | [ 27 ]             |
|                          | 約克公爵                 | 英女王維多利亞之孫 喬治五世（即位前）      | 1892               | 於1910年併入王位   | 於1901年受封威爾斯親王                                    | [ 28 ]             |
| 由英王喬治五世冊封       |                          |                                            |                    |                    |                                                           |                    |
|                          | 約克公爵                 | 英王喬治五世次子 喬治六世（即位前）        | 1920               | 於1936年併入王位   |                                                           | [ 29 ]             |
|                          | 格洛斯特公爵             | 英王喬治五世三子 亨利王子                  | 1928               | 現存               |                                                           | [ 8 ]              |
|                          | 肯特公爵                 | 英王喬治五世四子 喬治王子                  | 1934               | 現存               |                                                           | [ 9 ]              |
| 由英王喬治六世冊封       |                          |                                            |                    |                    |                                                           |                    |
|                          | 溫莎公爵                 | 英王喬治六世胞兄 愛德華八世（退位后）      | 1937               | 於1972年絕嗣       |                                                           | [ 30 ]             |
|                          | 愛丁堡公爵               | 英王喬治六世女婿 菲利普·蒙巴頓             | 1947               | 於2022年併入王位   |                                                           | [ 31 ]             |
| 由英女王伊莉莎白二世冊封 |                          |                                            |                    |                    |                                                           |                    |
|                          | 約克公爵                 | 英女王伊莉莎白二世次子 安德魯王子          | 1986               | 現存               |                                                           | [ 6 ]              |
|                          | 劍橋公爵                 | 英女王伊莉莎白二世之孫 威廉王子            | 2011               | 現存               | 於2022年受封威爾斯親王                                    | [ 10 ]             |
|                          | 薩塞克斯公爵             | 英女王伊莉莎白二世之孫 亨利王子            | 2018               | 現存               |                                                           | [ 5 ]              |
| 由英王查尔斯三世冊封     |                          |                                            |                    |                    |                                                           |                    |
|                          | 愛丁堡公爵               | 英王查尔斯三世之弟 爱德华王子              | 2023               | 现存，为终身爵位   |                                                           | [ 32 ]             |

## 冠冕
非王室公爵會在加冕禮和紋章上採用飾有八塊草莓葉的小冠冕，王室公爵則可以使用飾有四個鐵鑽十字和四塊草莓葉的王子冠冕。王室成員所使用的冠冕須由君主制誥規定：約克公爵和薩塞克斯公爵使用君主之子的冠冕規格（飾有四個鐵鑽十字和四個百合花飾的冠冕），康瓦爾、羅撒西和劍橋公爵（因其同時擁有威爾士親王頭銜）使用威爾士親王專屬的冠冕，現任格洛斯特公爵和肯特公爵則使用君主之孫的冠冕規格。在加冕禮上，王室公爵亦可以在披風上使用六列貂紋章，而非王室公爵只能使用四列。

康瓦爾、羅撒西和劍橋公爵使用的冠冕
約克公爵和薩塞克斯公爵使用的冠冕
格洛斯特公爵和肯特公爵使用的冠冕
非王室公爵使用的冠冕

## 備注
1. ↑  卡爾·愛德華的後裔薩克森-科堡-哥達的胡貝圖斯仍可根據《1917頭銜剝奪法令》申請恢復奧爾巴尼公爵爵位。
2. ↑  漢諾威王儲恩斯特·奧古斯特的後裔恩斯特·奧古斯特五世仍可根據《1917頭銜剝奪法令》申請恢復坎伯蘭和特維奧特戴爾公爵爵位。